# Eupithecia bifasciata
Eupithecia bifasciata är en fjärilsart som beskrevs av W. Warren 1900. Eupithecia bifasciata ingår i släktet Eupithecia och familjen mätare. Inga underarter finns listade i Catalogue of Life.